# Épieds-en-Beauce
Épieds-en-Beauce – miejscowość i gmina we Francji, w Regionie Centralnym, w departamencie Loiret.
Według danych na rok 1990 gminę zamieszkiwało 1028 osób, a gęstość zaludnienia wynosiła 26 osób/km² (wśród 1842 gmin Regionu Centralnego Épieds-en-Beauce plasuje się na 384. miejscu pod względem liczby ludności, natomiast pod względem powierzchni na miejscu 177.).